# Citheronia
Citheronia este un gen de molii din familia Saturniidae. 

## Specii
- Citheronia andina (Lemaier, 1971) — Ecuador
- Citheronia aroa (Schuas, 1896) — Ecuador
- Citheronia azteca (Schaus, 1896) — Mexic și Guatemala
- Citheronia beledonon (Dyar, 1912) — Mexic
- Citheronia bellavista (Draudt, 1930) — Ecuador
- Citheronia brissotii (Boisduval, 1868)
- Citheronia equatorialis Bouvier, 1927 — Ecuador
- Citheronia hamifera (Rothschild, 1907) — Ecuador
- Citheronia johnsoni Schaus, 1928
- Citheronia laocoon (Cramer, 1777)
- Citheronia lichyi Lemaire, 1971
- Citheronia lobesis (Rothschild, 1907) — Mexic
- Citheronia maureillei Wolfe & Herbin, 2002
- Citheronia mexicana (Grote & Robinson, 1867) — Mexic
- Citheronia phoronea (Cramer, 1779)
- Citheronia pseudomexicana (Lemaire, 1974) — Mexic
- Citheronia regalis (Fabricius, 1793)  — Statele Unite
- Citheronia sepulcralis (Grote & Robinson, 1865) — S.U.
- Citheronia splendens (Druce, 1886) — S.U., Mexic
- Citheronia vogleri (Weyenbergh, 1881)
- Citheronia volcan Lemaire, 1982